# Eois inconspicua
Eois inconspicua là một loài bướm đêm trong họ Geometridae.